# كريس سميث (ملحن)
كريس سميث (بالإنجليزية: Chris Smith)‏ هو ملحن أمريكي، ولد في 12 أكتوبر 1879 في تشارلستون في الولايات المتحدة، وتوفي في 4 أكتوبر 1949 في نيويورك في الولايات المتحدة.

## وصلات خارجية
- كريس سميث على موقع IMDb (الإنجليزية)
- كريس سميث على موقع ميوزك برينز (الإنجليزية)
- كريس سميث على موقع قاعدة بيانات برودواي على الإنترنت (الإنجليزية)
- كريس سميث على موقع ديسكوغز (الإنجليزية)